# Козегартен, Иоганн Готтфрид Людвиг
Иоанн Готтфрид Людвиг Козегартен (нем. Johann Gottfried Ludwig Kosegarten, 1792—1860) — немецкий ориенталист и историк, сын поэта Людвига Козегартена, член-корреспондент Петербургской академии наук.

## Биография
Иоанн Готтфрид Людвиг Козегартен родился 10 сентября 1792 года в селе Альтенкирхен в северной части полуострова Виттов на германском острове Рюген в Балтийском море.
С 1817 года работал профессором восточных языков в Йенском университете, а с 1824 года занял ту-же должность в университете Грейфсвальда. В 1839 году был избран членом-корреспондентом Петербургской академии наук.
Козегартен известен крупными заслугами в области изучения арабского языка и литературы; он издал «Моаллаку Амр-ибн-Кольтума» (Йена, 1819), по арабским рукописям, хранящимся в Париже, Готе и Берлине, составил «Chrestomathia arabica» (Лейпциг, 1828) и приступил к оставшимся незаконченными изданиям: арабских летописей — «Annales Taberistanenses» (том I—II, Грейфсвальд, 1831—1837), сборника арабских песен «Kitâbal Aghâni» (т. I, Грейфсвальд, 1840—1846) и арабского стихотворного сборника «The Hundsailian poems» (том I, Л., 1854).
Помимо этого он издал сборник персидских басен «Tuti Nameh» (Штутгарт, 1822), немецкий перевод индийского стихотворения «Nala» (Йена, 1820), оставшееся неоконченным издание «Pantschatantra» (1848—59).
Также Козегартен провёл несколько исследований о мальтийско-арабском и местных немецких диалектах, неоконченный «Wörterbuch der niederdeutschen Sprache» (1855 и сл.), «Geschichte der Universit ät Greifswald» (2 т., 1856).
Как историк, учёный немало сделал для изучения истории своей родины — Померании — издав древнюю хронику Томаса Канцова «Pomerania» (2 тома, 1816—1817), «Pommeriche und rügische Geschichtsdenkmä ler» (том I, 1834) и «Codex Pomeraniae diplomaticus» (т. I, 1843—62; в сотрудничестве с Гассельбахом).
Иоанн Готтфрид Людвиг Козегартен скончался 18 августа 1860 года в городе Грайфсвальде.